# Борго Сан Джакомо
Бо̀рго Сан Джа̀комо (на италиански: Borgo San Giacomo, на източноломбардски: Borc San Giàcom, Борк Сан Джаком, до 1863 г. Gabiano, Габиано) е градче и община в Северна Италия, провинция Бреша, регион Ломбардия. Разположено е на 74 m надморска височина. Населението на общината е 5554 души (към 2013 г.).